# Gazet van Antwerpen Trofee 2011-2012
Il Gazet van Antwerpen Trofee 2011-2012, venticinquesima edizione della corsa ciclistica, si svolse tra il 1º novembre 2011 e il 19 febbraio 2012.

## Uomini Elite

### Risultati
| # | Data        | Città             | Evento                        | Vincitore     | Leader della Cl. mondiale |
| - | ----------- | ----------------- | ----------------------------- | ------------- | ------------------------- |
| 1 | 1º novembre | Oudenaarde        | Koppenbergcross               | Kevin Pauwels | Kevin Pauwels             |
| 2 | 6 novembre  | Ronse-Kluisbergen | Grote Prijs Mario De Clercq   | Kevin Pauwels | Kevin Pauwels             |
| 3 | 19 novembre | Hasselt           | Grote Prijs van Hasselt       | Kevin Pauwels | Kevin Pauwels             |
| 4 | 17 dicembre | Essen             | Grote Prijs Rouwmoer          | Bart Wellens  | Kevin Pauwels             |
| 5 | 28 dicembre | Loenhout          | Azencross                     | Niels Albert  | Kevin Pauwels             |
| 6 | 1º gennaio  | Baal              | Grote Prijs Sven Nys          | Sven Nys      | Kevin Pauwels             |
| 7 | 4 febbraio  | Lille             | Krawatencross                 | Tom Meeusen   | Kevin Pauwels             |
| 8 | 19 febbraio | Oostmalle         | Internationale Sluitingsprijs | Niels Albert  | Kevin Pauwels             |

### Classifica generale
| Pos. | Corridore           | Punti |
| ---- | ------------------- | ----- |
| 1    | Kevin Pauwels       | 176   |
| 2    | Zdeněk Štybar       | 166   |
| 3    | Sven Nys            | 141   |
| 4    | Niels Albert        | 139   |
| 5    | Tom Meeusen         | 114   |
| 6    | Bart Aernouts       | 87    |
| 7    | Bart Wellens        | 85    |
| 8    | Sven Vanthourenhout | 83    |
| 9    | Rob Peeters         | 80    |
| 10   | Klaas Vantornout    | 80    |

## Donne Elite

### Risultati
| # | Data        | Città      | Evento                        | Vincitore            | Leader della Cl. mondiale |
| - | ----------- | ---------- | ----------------------------- | -------------------- | ------------------------- |
| 1 | 1º novembre | Oudenaarde | Koppenbergcross               | Sanne van Paassen    | Sanne van Paassen         |
| 2 | 17 dicembre | Essen      | Grote Prijs Rouwmoer          | Marianne Vos         | Helen Wyman               |
| 3 | 28 dicembre | Loenhout   | Azencross                     | Marianne Vos         | Daphny van den Brand      |
| 4 | 1º gennaio  | Baal       | Grote Prijs Sven Nys          | Daphny van den Brand | Daphny van den Brand      |
| 5 | 4 febbraio  | Lille      | Krawatencross                 | Marianne Vos         | Daphny van den Brand      |
| 6 | 19 febbraio | Oostmalle  | Internationale Sluitingsprijs | Daphny van den Brand | Daphny van den Brand      |

### Classifica generale
| Pos. | Corridore            | Punti |
| ---- | -------------------- | ----- |
| 1    | Daphny van den Brand | 127   |
| 2    | Sanne Cant           | 108   |
| 3    | Nikki Harris         | 106   |
| 4    | Marianne Vos         | 98    |
| 5    | Sanne van Paassen    | 92    |
| 6    | Sophie de Boer       | 81    |
| 7    | Helen Wyman          | 66    |
| 8    | Pavla Havlikova      | 64    |
| 9    | Gabriella Day        | 62    |
| 10   | Arenda Grimberg      | 59    |

## Uomini Under-23

### Risultati
| # | Data        | Città      | Evento                        | Vincitore         | Leader della Cl. mondiale |
| - | ----------- | ---------- | ----------------------------- | ----------------- | ------------------------- |
| 1 | 1º novembre | Oudenaarde | Koppenbergcross               | Lars van der Haar | Lars van der Haar         |
| 2 | 19 novembre | Hasselt    | Grote Prijs van Hasselt       | Lars van der Haar | Lars van der Haar         |
| 3 | 17 dicembre | Essen      | Grote Prijs Rouwmoer          | Tijmen Eising     | Lars van der Haar         |
| 4 | 28 dicembre | Loenhout   | Azencross                     | Wietse Bosmans    | Micki van Empel           |
| 5 | 1º gennaio  | Baal       | Grote Prijs Sven Nys          | Lars van der Haar | Micki van Empel           |
| 6 | 4 febbraio  | Lille      | Krawatencross                 | Wietse Bosmans    | Lars van der Haar         |
| 7 | 19 febbraio | Oostmalle  | Internationale Sluitingsprijs | Wietse Bosmans    | Lars van der Haar         |

### Classifica generale
| Pos. | Corridore              | Punti |
| ---- | ---------------------- | ----- |
| 1    | Lars van der Haar      | 133   |
| 2    | Wietse Bosmans         | 127   |
| 3    | Micki van Empel        | 112   |
| 4    | Jens Adams             | 87    |
| 5    | Tijmen Eising          | 78    |
| 6    | David van der Poel     | 71    |
| 7    | Vinnie Braet           | 71    |
| 8    | Corné van Kessel       | 69    |
| 9    | Gianni Vermeersch      | 67    |
| 10   | Michael Vanthourenhout | 65    |

## Uomini Juniors

### Risultati
| # | Data        | Città             | Evento                        | Vincitore            |
| - | ----------- | ----------------- | ----------------------------- | -------------------- |
| 1 | 1º novembre | Oudenaarde        | Koppenbergcross               | Yorben Van Tichelt   |
| 2 | 6 novembre  | Ronse-Kluisbergen | Grote Prijs Mario De Clercq   | Ben Boets            |
| 3 | 19 novembre | Hasselt           | Grote Prijs van Hasselt       | Mathieu van der Poel |
| 4 | 19 febbraio | Oostmalle         | Internationale Sluitingsprijs | Mathieu van der Poel |